# Space Shanty
Space Shanty is het debuutalbum en ook het enige muziekalbum van Khan. Shanty betekent hier zeemanslied(je). Het album is opgenomen in drie studio's te weten de Olympic Studios, Command Studios en de Decca Studio aan Tollington Park, alle drie te Londen. Geluidstechnicus bij Decca was Derek Varnals, later technicus bij de Moody Blues. Het album bevat progressieve rockmuziek met psychedelische invloeden. Het voornaamste kenmerk is de muzikale tweestrijd tussen Steve Hillage en Dave Stewart, waarbij geconstateerd kan worden dat het toekomstige Gonggeluid van Hillage al aanwezig was. Het album werd gepromoot door in het voorprogramma van Caravan te spelen. Producent Neil Slaven was verrast over de compositietechniek van Hillage, hij nam vaak sketches op papier mee, hoe de band zich moest opstellen etc.
Tot een tweede album kwam het niet; er werd wel alvast gerepeteerd, maar in oktober 1972 hield de band op te bestaan. Hillage ging meespelen in de tournee van Kevin Ayers, ter promotie van diens album Bananamour (1973). De begeleidingsgroep heette toen Decadence. Al in 1973 trad Hillage toe tot Gong. Muziek bestemd voor het tweede album werd gerecycled en kwam voor een deel terecht op Hillages eerste soloalbum Fish rising (1975).

## Musici
- Steve Hillage – gitaar, zang
- Nick Greenwood – basgitaar , zang
- Eric Peachy – slagwerk

met:
- Dave Stewart – toetsinstrumenten, marimba en skyceleste

## Muziek
| Nr. | Titel                                                                   | Duur |
| --- | ----------------------------------------------------------------------- | ---- |
| 1.  | Space Shanty (incl The cobalt sequence and march of the sine squadrons) | 9:01 |
| 2.  | Stranded / Effervescent psychonovelty no. 5                             | 6:35 |
| 3.  | Mixed up man of the mountains                                           | 7:15 |
| 4.  | Driving to Amsterdam                                                    | 9:23 |
| 5.  | Stargazers                                                              | 5:33 |
| 6.  | Hollow stone / Escape of the space pirates                              | 8:16 |